# Dreadnought (Schiff, 1879)
Die Dreadnought, auch HMS Dreadnought, war ein Panzerschiff (Turmschiff) das in den 1870er-Jahren für die Royal Navy gebaut wurde.

## Geschichte
Die Dreadnought wurde am 10. September 1870 auf Kiel gelegt, am 8. März 1875 vom Stapel gelassen und am 9. Oktober 1876 fertiggestellt. In Dienst gestellt wurde die Dreadnought am 15. Februar 1879. Die Baukosten beliefen sich auf 619.739 Pfund Sterling.
Die Dreadnought wurde zunächst der Reserve zugeteilt und erst ab 1884 für den Einsatz in der Mittelmeerflotte in Dienst gestellt. Dort verblieb sie bis September 1894, wo sie für Umbaumaßnahmen nach Chatham verlegt wurde. Von März 1895 bis März 1897 diente sie als Küstenwachschiff in Bantry, Irland. Von 1897 bis 1899 wurde das Schiff noch einmal in Chatham grundlegend überholt und teilweise modernisiert und diente 1900–1901 als Schlachtschiff zweiter Klasse. Danach wurde sie ab Juli 1902 als Tender in Devonport verankert und 1905 in die Reserve verlegt. Nach ihrer Ausmusterung 1908 wurde die Dreadnought für 23.000 Pfund verkauft und schließlich ab dem 14. Juli 1908 in Barrow-in-Furness abgewrackt.

## Technik

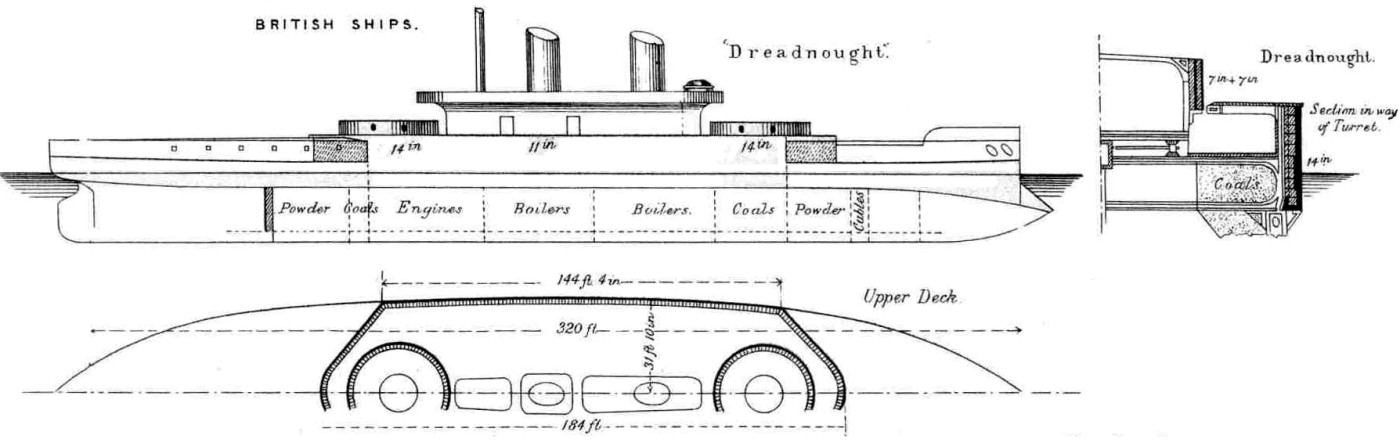
Schema und Deckplan (Brassey’s Naval Annual, 1888)

### Schiffsmaße
Die Dreadnought hatte eine Gesamtlänge von 104,55 m, eine Breite von 19,46 m und einen Tiefgang von 8,08 m. Die Verdrängung lag zwischen 11.067 t und 11.670 t.

### Antrieb
Die Dreadnought war mit zwei 3-Zylinder-Verbunddampfmaschinen ausgestattet, die jeweils eine Welle antrieben und insgesamt 8.000 Shp (5.884 kW) entwickelten, was dem Schiff eine Höchstgeschwindigkeit von 14 Knoten (27 km/h) ermöglichte. Der Dampf wurde von zwölf Großwasserraumkesseln mit einem Arbeitsdruck von 4 bar geliefert. Das Schiff konnte maximal 1.830 t Kohle mitführen, was ihm bei 10 Knoten (19 km/h) eine Reichweite von 5.650 Seemeilen (10.460 km) ermöglichte.

### Bewaffnung
Die Bewaffnung bestand aus vier 320-mm-Vorderladergeschützen in zwei runden Geschütztürmen vor und hinter den Aufbauten. Ab 1894 erhielt das Schiff zusätzlich sechs 57-mm- und zehn 47-mm-Hotchtkiss-Schnellfeuergeschütze.

### Panzerung
Die Dreadnought verfügte über einen schmiedeeisernen Panzergürtel. Der Hauptgürtel erstreckte sich vom vorderen bis zum hinteren Geschützturm. Er war mittschiffs 356 mm dick und bildete zusammen mit 330 mm dicken Querschotten die gepanzerte Zitadelle. Dahinter verjüngte sich der Gürtel bis zu den Enden des Schiffes auf 203 mm. Darüber verlief ein weiterer Plankengang mit einer Dicke von 279 mm über die gleiche Länge des Schiffes, der sich außerhalb der Zitadelle auf 203 mm verjüngte. Die Geschütztürme waren durch 355 mm dicke Platten geschützt. Der Kommandoturm war mit 152 bis 355 mm gepanzert. Das Schiff hatte ein gepanzertes Deck mit einer Stärke von 76 mm, das im Inneren der Zitadelle durch 64 mm Panzerung verstärkt wurde.